# Грейт-Джонс-стріт
Грейт-Джонс-стріт (англ. Great Jones Street) — вулиця в районі Нью-Йорка Нохо на Мангеттені, по суті інша назва 3-ї вулиці між Бродвеєм і Бауері.
Вулиця була названа на честь Семюеля Джонса, адвоката, який став відомим як «батько адвокатури Нью-Йорка» завдяки своїй роботі над переглядом статуту штату Нью-Йорк у 1789 році разом із Річардом Варіком, на честь якого назвали вулицю в Сохо. Джонс був членом Асамблеї штату Нью-Йорк з 1796 по 1799 рік, а також був першим ревізором штату.
Джонс передав ділянку вулиці місту з умовою, що будь-яка вулиця, яка пролягає через територію, має бути названа на його честь. Однак, коли вулиця була вперше створена в 1789 році, у місті вже була Джонс-стріт в Грінвіч-Віллидж, названа на честь Гарднера Джонса, зятя Семюеля Джонса. Плутанина між двома вулицями з однаковою назвою була порушена, коли Семюель Джонс запропонував назвати його вулицю Грейт-Джонс-стріт. Альтернативна теорія припускає, що вулиця була названа «Великою», тому що вона була ширшою з двох вулиць Джонса.